# Guldenroedekokermot
De guldenroedekokermot (Coleophora virgaureae) is een vlinder uit de familie kokermotten (Coleophoridae). De wetenschappelijke naam is voor het eerst geldig gepubliceerd in 1857 door Stainton.
De soort komt voor in Europa.